# George François Cornelis Griss
George François Cornelis Griss (1 de janeiro de 1898 — 2 de agosto de 1953) foi um matemático e filósofo neerlandês.